# Max Halbe
Max Halbe (Danzica, 4 ottobre 1865 – Neuötting, 30 novembre 1944) è stato uno scrittore tedesco.
Amico di Frank Wedekind e Eduard von Keyserling, scrisse drammi naturalistici a sfondo sociale: Un arrivista (Ein Emporkommling, 1889), Libero amore (Freie Liebe, 1890), Giovinezza (Jugend, 1893), Il fiume (Der Strom, 1904), Libertà (Freiheit, 1912).

## Opere
- Ein Emporkömmling, dramma (1889)
- Freie Liebe, dramma (1890)
- Der Eisgang, dramma (1892)
- Jugend (Giovinezza), dramma (1893)
- Mutter Erde, dramma (1897)
- Haus Rosenhagen, dramma (1901)
- Der Strom, dramma (1904)
- Blaue Berge, commedia (1909)
- Der Ring des Gauklers(1911)
- Die Tat des Dietrich Stobäus, novella (1911)
- Freiheit. Ein Schauspiel von 1812 (1913)
- Schloß Zeitvorbei, leggenda drammatica (1917)
- Jo, novella (1917)
- Die Traumgesichte des Adam Thor (1929)
- Generalkonsul Stenzel und sein gefährliches Ich, novella (1931)
- Heinrich von Plauen, dramma (1933)
- Scholle und Schicksal. Geschichte meines Lebens, autobiografía (1933)
- Jahrhundertwende. Geschichte meines Lebens 1893-1914, autobiografía (1935)
- Erntefest (1936)
- Die Elixiere des Glücks, novella (1936)
- Kaiser Friedrich II (1940)